# König von Preußen

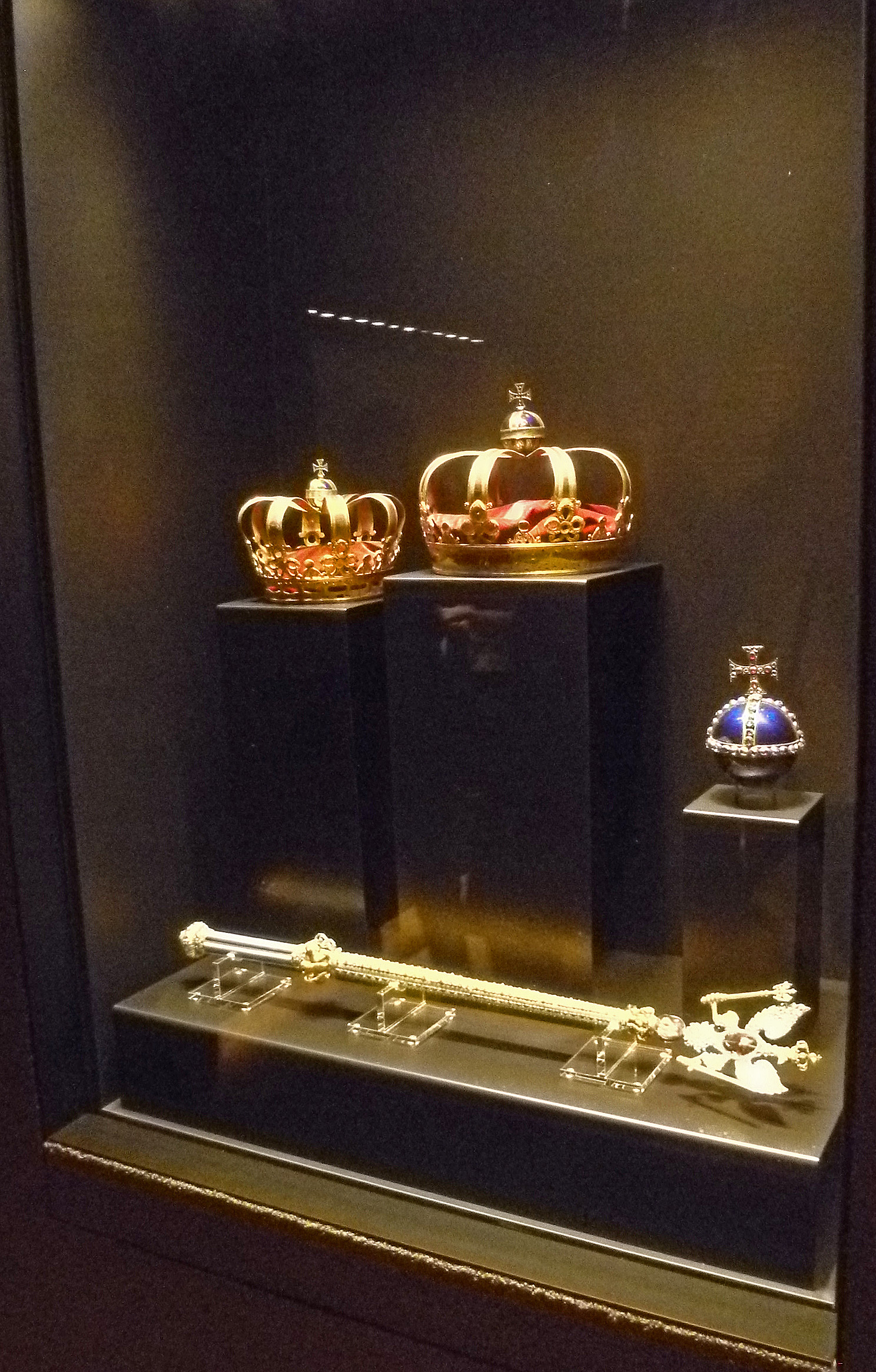
Die preußischen Kronjuwelen Friedrichs I., heute ausgestellt im Schloss Charlottenburg

Der König von Preußen (bis 1772 König in Preußen) war das Staatsoberhaupt der preußischen Monarchie, die von 1701 bis zur Novemberrevolution 1918 bestand. Im Kaiserreich 1871–1918 war der preußische König gleichzeitig Deutscher Kaiser.
Die ersten Könige trugen die Bezeichnung „König in Preußen“, zu dem sich als erster der Kurfürst Friedrich III. von Brandenburg und gleichzeitige souveräne Herzog im nicht zum Heiligen Römischen Reich gehörenden Herzogtum Preußen am 18. Januar 1701 gekrönt hatte. Die einschränkende Titulatur „in Preußen“ war notwendig, weil die Bezeichnung von als Anspruch auf die gesamte historische Landschaft Preußen hätte verstanden werden können, deren westlicher Teil als Polnisch-Preußen zum Königreich Polen gehörte.
Der Römisch-deutsche Kaiser Leopold I. hatte im Jahr 1700 nach längeren Verhandlungen einen Vertrag über die beabsichtigte Königskrönung Friedrichs III. von Brandenburg geschlossen. Darin sagte er zu, die Kurfürsten und deren Nachfolger inner- und außerhalb des HRR als Könige anzuerkennen, gleich wie bisher die Könige von Schweden, Polen und Dänemark. Das mit der Königskrönung zum Königreich werdende Land musste außerhalb des HRR liegen und die Krönung musste ebenfalls außerhalb stattfinden. Der brandenburgische Kurfürst besaß selbst ein solches Land, nämlich das Herzogtum Preußen. Er krönte sich in dessen Hauptstadt Königsberg und aus dem Herzogtum wurde das „Königreich Preußen“.
Die vorherigen Territorien des brandenburgischen Kurfürsten und das davon getrennt im Osten liegende Königreich Preußen wurden als Staaten des Königs von Preußen bezeichnet und gemeinsam von Berlin und Potsdam aus regiert. Schon bald nach 1701 bürgerte sich in Deutschland und Europa für alle preußischen Staaten als kurze Landesbezeichnung der Name Preußen ein. Nach der Annexion des bisherigen Polnisch-Preußen im Jahr 1772 war die Einschränkung auf  „König in Preußen“ entfallen. „König von Preußen“ war fortan der uneingeschränkte Titel. Das Königreich Preußen hatte sich durch die Annexion etwa verdoppelt. Friedrich II. verfügte 1773 für den Zugewinn und das bisherige Königreich als Verwaltungseinheiten die Bezeichnungen Westpreußen bzw. Ostpreußen, wonach sich in Deutschland und Europa einbürgerte, für alle preußischen Staaten (West- und Ostpreußen einschließend) neben der Kurzform Preußen gelegentlich auch den Begriff Königreich Preußen zu gebrauchen.
Im 1815 gegründeten Deutschen Bund war nach dem Kaiser von Österreich der König von Preußen der bedeutendste Monarch. 
Nachdem die Preußischen Reformen (ab 1807) bereits die absolute Macht des Königs geringfügig eingeschränkt hatten, wurde Preußen infolge der Märzrevolution von 1848 durch die Preußische Verfassung zu einer konstitutionellen Monarchie.
Im Jahr 1867 erhielt der König im Norddeutschen Bund das Bundespräsidium. Somit war er Staatsoberhaupt dieses deutschen Bundesstaats. Durch die neue Verfassung übte er ab dem 1. Januar 1871 diese Funktion im Deutschen Reich unter dem Namen Deutscher Kaiser aus.
Am 9. November 1918 verkündete der Reichskanzler Max von Baden eigenmächtig die Abdankung des Kaisers und Königs Wilhelm II. (sowie des Kronprinzen). Wilhelm selbst dankte tatsächlich erst am 28. November ab. Preußen wurde spätestens mit der neuen republikanischen Verfassung von 1920 zum Freistaat Preußen.

## Krönung 1701

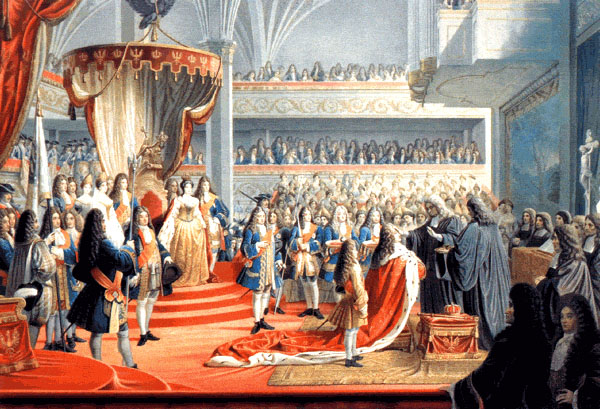
Bildliche Darstellung der Königskrönung 1701 in Königsberg

Im Jahr 1700 war der Habsburger Leopold I. dringend auf die militärische Hilfe Brandenburg-Preußens im Spanischen Erbfolgekrieg angewiesen. So war er bereit, eine Königskrone für den Kurfürsten anzuerkennen. Im entsprechenden Abkommen zwischen Wien und Berlin wurde auf Drängen Friedrichs absichtsvoll darauf verzichtet, dass der Kaiser den Kurfürsten kröne oder die preußische Krone erschaffe. Der Kaiser versprach, dass er sich für die Anerkennung des neuen Königstitels auch im Reich und bei anderen Mächten einsetzen werde.
Der Kurfürst war darauf bedacht, dass seine Krone seine unbeschränkte Souveränität ausdrückte. Die preußischen Stände wurden nicht konsultiert und erst im Dezember 1700 darüber informiert, dass es ein Krönungsfest geben werde. Für den Krönungsakt am 18. Januar 1701 bediente Friedrich sich verschiedener europäischer Traditionen. Die Krone setzte er sich selbst auf, danach ließ er sich vom calvinistischen Bischof salben. Man schätzt, dass die Krönungsfeierlichkeiten den Staat etwa doppelt so viel kosteten wie die Hohenzollern jährlich einnahmen.

## Entwicklung bis 1848

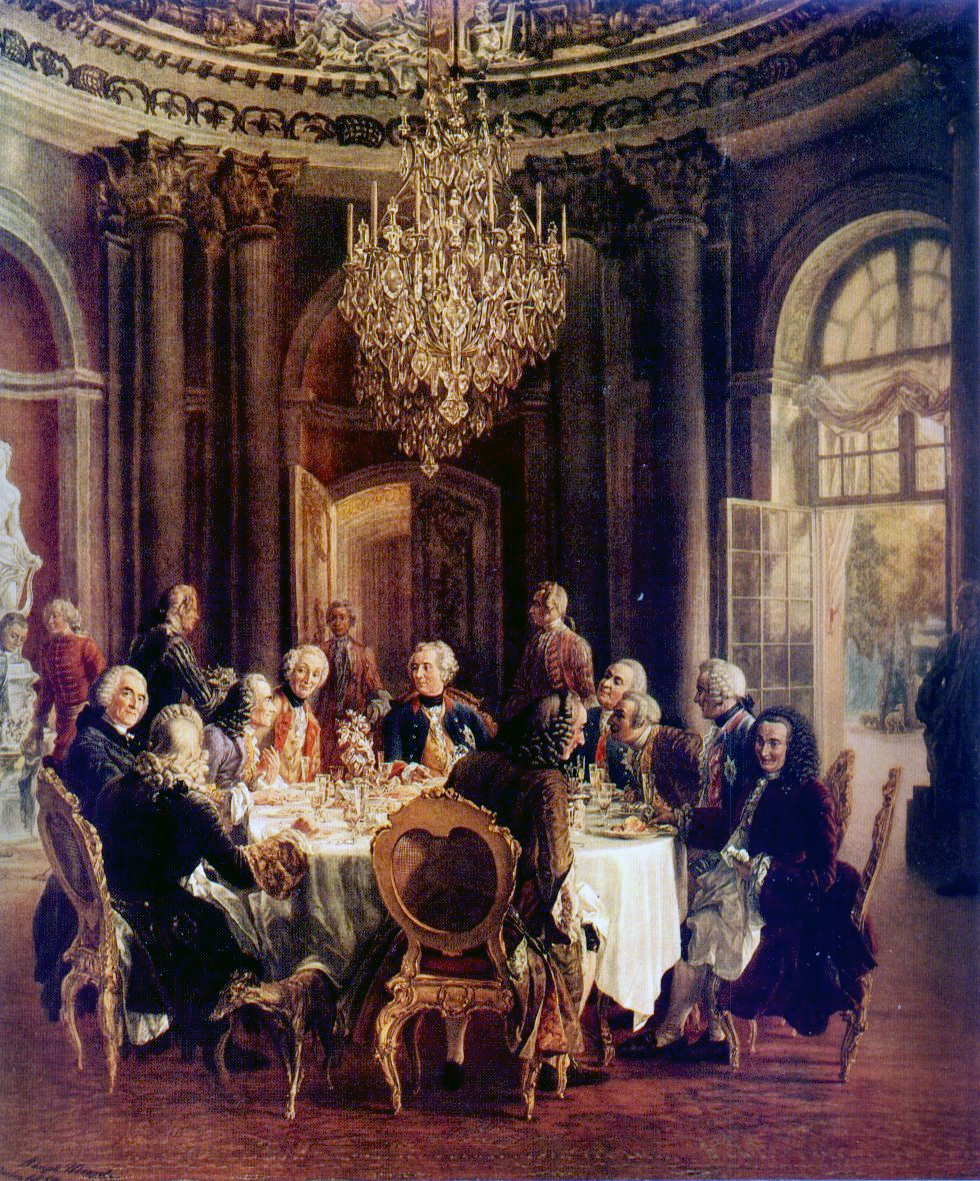
Adolph von Menzel: Tafelrunde von König Friedrich II., Gemälde von 1850

Das Königreich, das Kurfürstentum und die übrigen Länder der brandenburgischen Hohenzollern, die langsam zu einem Staat zusammenwuchsen, regierte nunmehr ein König. Der zweite König, Friedrich Wilhelm I., vereinigte die Verwaltungsspitzen im Generaldirektorium, die Privilegien der einzelnen Stände schränkte er weiter ein. Sich selbst umgab er mit einer persönlichen Runde von Beratern, dem Tabakskollegium.
Friedrich II. (ab 1740) errichtete neue Behörden neben dem Generaldirektorium und beauftragte Kommissare mit Einzelaufgaben. Dem Generaldirektorium saß er nicht mehr persönlich vor, sondern kommunizierte mit den Ministern schriftlich. Er regierte „aus dem Kabinett“ heraus, seinen Privatgemächern, über Kabinettsekretäre, die dadurch großen Einfluss erhielten. Sie konnten alle Entscheidungen der Minister zu Fall bringen.
Der neue König Friedrich Wilhelm II. erließ daher am 28. September 1786 eine Instruktion, die wöchentliche Plenarberatungen vorschrieb. Es blieb allerdings das auf Friedrich Wilhelm I. zurückgehende Grundproblem, dass thematische und regionale Zuständigkeiten gleichrangig nebeneinander bestanden. Unter Friedrich Wilhelm III. (ab 1797) trat eine gewisse Verbesserung dadurch ein, dass die Departementchefs und ihre Ressorts de facto selbstständiger wurden. Eine kollegiale Ministerregierung war dies formell aber noch nicht.
In der Zeit nach der Niederlage gegen Frankreich von 1807 kam es zu den Stein-Hardenbergschen Reformen. Durch ein Organisationsedikt von 1808 entstand eine Ministerregierung. Die Minister erhielten direkten Zugang zum König; die Anordnungen des Königs bedurften einer ministerlichen Gegenzeichnung. In den Jahren 1810–1822 hatte Preußen unter Hardenberg einen Kanzler als leitenden Regierungschef, ansonsten war die Regierung kollegial.
Ohne Erfolg blieb Steins Staatsratsplan. Der Staatsrat hätte die Gesetzgebung verantwortet und unter anderem die Verwaltung kontrolliert (insofern vergleichbar mit einem Parlament). Der König hätte den Vorsitz geführt, aber seine Selbstregierung wäre noch weiter eingeschränkt worden. Tatsächlich kam der Staatsrat 1817 zu seiner ersten Sitzung zusammen, jedoch nur als beratendes Organ. Seine Mitglieder wurden vom König berufen oder waren Mitglied kraft Geburt, wie die Königssöhne, oder kraft Amt, wie der Kanzler. In der Praxis hatte der Staatsrat dennoch größten Einfluss, da er sachkundig war und unabhängig und verantwortlich handelte.
Trotz mehrmaligen Versprechens erließ der König keine Verfassung und errichtete kein preußisches Parlament, nur Provinzialstände. Damit blieb die preußische Monarchie ein spätabsolutistischer oder halbabsolutistischer Staat. Trotz gegenteiliger Hoffnungen 1840 ernannte Friedrich Wilhelm IV. keinen leitenden Regierungschef und löste auch nicht das Verfassungsversprechen seines Vorgängers ein. Es blieb bei der unwirklichen Vorstellung, dass im 19. Jahrhundert ein König weiterhin wie in den Zeiten Friedrichs des Großen ein persönliches Regiment führen könne.

## Preußische Verfassung 1848/1850

Der König und die wichtigsten übrigen Staatsorgane

Im Zuge der Märzrevolution versuchte König Friedrich Wilhelm IV. 1848 mit der preußischen Nationalversammlung eine Verfassung zu vereinbaren. Schließlich oktroyierte er sie eigenmächtig. Dennoch bedeutete die Einführung der Verfassung einen großen Fortschritt und die weitere Beschränkung der königlichen Macht.
Laut Verfassung war die Königswürde erblich für den Erstgeborenen in der agnatischen Linealfolge (Art. 53). Der König oder der Regent musste beim Regierungsantritt den Verfassungseid ablegen, war dann unverletzlich (Art. 43) und konnte daher nicht politisch oder strafrechtlich zur Verantwortung gezogen werden. Bei Regierungsunfähigkeit oder Minderjährigkeit des Monarchen sah die Verfassung eine Regentschaft vor. Dieser Fall trat 1858 ein, als Friedrich Wilhelm IV. erkrankte und sein Bruder Wilhelm als Prinzregent amtete (1861 wurde er selbst als Wilhelm I.  König, als sein Bruder gestorben war).

### Exekutive
Der König ernannte die Minister und setzte sie auch wieder ab. Darin war er frei. Alle Regierungshandlungen bedurften der Gegenzeichnung durch einen Minister; selbst Reden und persönliche Schreiben mussten von ihnen zumindest gebilligt werden. Das galt auch für diejenigen Handlungen, für die zum Beispiel keine Zustimmung der Regierung oder des Parlaments vonnöten waren, wie bei der auswärtigen Gewalt. Allerdings war er als Oberbefehlshaber der Armee frei von der Gegenzeichnungspflicht. Das war zwar nicht in der Verfassung so festgelegt, galt aber als Gewohnheitsrecht.

„Die mit der Ministerverantwortlichkeit kunstvoll verknüpfte freie Ministerberufung war das Kernstück der königlichen Gewalt im konstitutionellen System. Sie machte es dem König möglich, nicht am persönlichen Regiment, wohl aber an der oberstherrlichen Gewalt im Staat festzuhalten. Wenngleich der konstitutionelle Monarch nach einem berühmten Wort Hegels nur die Stelle war, die den Punkt auf das i zu setzen hatte, sowar es eben doch dieses Recht der letzten Entscheidung, das ihn zum Träger der Herrschaft über Staat und Volk machte.“

### Legislative und Judikative
Ein preußisches Gesetz konnte nur beschlossen werden, wenn der König und beide Kammern des Landtags ihm zustimmten (Art. 62). Ferner war die Ausfertigung und Verkündung sowie die Sanktion seine Aufgabe. Er hatte also ein absolutes Vetorecht in der Gesetzgebung. Der König löste die Kammern auf und berief sie ein. Der König ernannte einige Mitglieder des Herrenhauses, also einer der Landtagskammern.
Die richterliche Gewalt ging vom König aus, so dass weiterhin Urteile im Namen des Königs ergingen. Doch die Ausübung unterlag unabhängigen Richtern (Art. 86). Demnach konnte der König nicht mehr in die Rechtsprechung eingreifen. Todesurteile mussten nicht mehr vom König bestätigt werden, er behielt allerdings sein Recht zur Begnadigung und zur Strafmilderung. Das war, trotz Gewaltenteilung, ein Ausdruck der Idee, dass der König Träger der Gesamtgewalt im Staate war.

## Weitere Entwicklung
Im Jahr 1861 stand Prinzregent Wilhelm davor, König zu werden. Eine Krönung hatte es nach 1701 nicht mehr gegeben. Wilhelm wünschte eine Erbhuldigung. Dabei hätten ihm die Ständevertreter die Treue geloben müssen. Die Verfassung sah keine Erbhuldigung vor, sondern bestimmte, dass die Landtagsabgeordneten bei ihrem Mandatsantritt, wie auch er es beim Antritt seiner Regentschaft getan hatte, einen Eid auf die Verfassung ablegten. Die traditionelle Erbhuldigung hätte der Verfassung widersprochen und im konservativ-liberalen Konfliktsfall die Stellung des Königs in den Provinzen gestärkt. Außerdem verlangte die Tradition der Erbhuldigung eine Fahrt durch die einzelnen Provinzen, was nicht die Einheit des preußischen Staates betonte.
Der preußische Botschafter in Russland, Otto von Bismarck, gab damals den Rat, auf die Erbhuldigung zu verzichten. Bei einem solchen Anlass für einen Verfassungskampf hätte der König eine breite Opposition gegen sich gehabt. Schließlich organisierte und bezahlte Wilhelm seine Krönung selbst und vollzog sie in Königsberg als Selbstkrönung, was der Verfassung nicht widersprach.

## Bundespräsidium und Kaisertitel
Bereits 1848–1850 gab es eine Reichsoberhaupt-Frage. Damals lehnte König Friedrich Wilhelm IV. die Kaiserkrone der gewählten Deutschen Nationalversammlung ab; es gelang ihm aber auch nicht, eine Erfurter Union zu bilden, deren Unionsvorstand er geworden wäre. Im Jahr 1866 jedoch unterzeichnete Preußen mit anderen nord- und mitteldeutschen Staaten das Augustbündnis, das zur Gründung des Norddeutschen Bundes 1867 führte. Durch den Beitritt der Südstaaten 1871 wurde aus diesem norddeutschen Bundesstaat das Deutsche Kaiserreich.
Laut Bundesverfassung war der preußische König Inhaber des Bundespräsidiums, außerdem war er Bundesfeldherr über das Bundesheer. Die starke Stellung des Königs sollte durch diese Bezeichnungen verschleiert werden. De facto hatte er die Funktion eines Staatsoberhauptes und Bundesmonarchen, der den einzigen verantwortlichen Minister einsetzte, den Bundeskanzler. Mit einer neuen Verfassung vom 1. Januar 1871 erhielt der Inhaber des Bundespräsidiums zusätzlich den Titel Deutscher Kaiser.
Kaiser war also automatisch immer der preußische König, der ansonsten ein Landesherr neben anderen blieb. Auch wenn es sich um dieselbe Person handelte, ging es um zwei verschiedene Ämter mit unterschiedlichen Befugnissen im Reich bzw. in Preußen. Da die Bundesverfassung kaum etwas über das Bundespräsidium aussagte, wendete man bei Bedarf die preußischen Regeln (etwa zur Thronfolge) an. So wirkte preußisches Verfassungsrecht in das Reich hinein, allerdings überschattete das Kaisertum das preußische Königtum.
Dieses Überschatten war tatsächlich so von Wilhelm I. befürchtet worden. Überhaupt hatte Wilhelm sich lange gegen den Kaisertitel gesträubt, da er ihn als künstlich empfand. Schließlich war der Kaisertitel erst durch Parlamentsbeschluss und über eine Verfassung eingeführt worden, während das preußische Königtum bereits vor der Verfassung von 1848/1850 bestanden hatte.

## Ende des Königtums 1918/1919

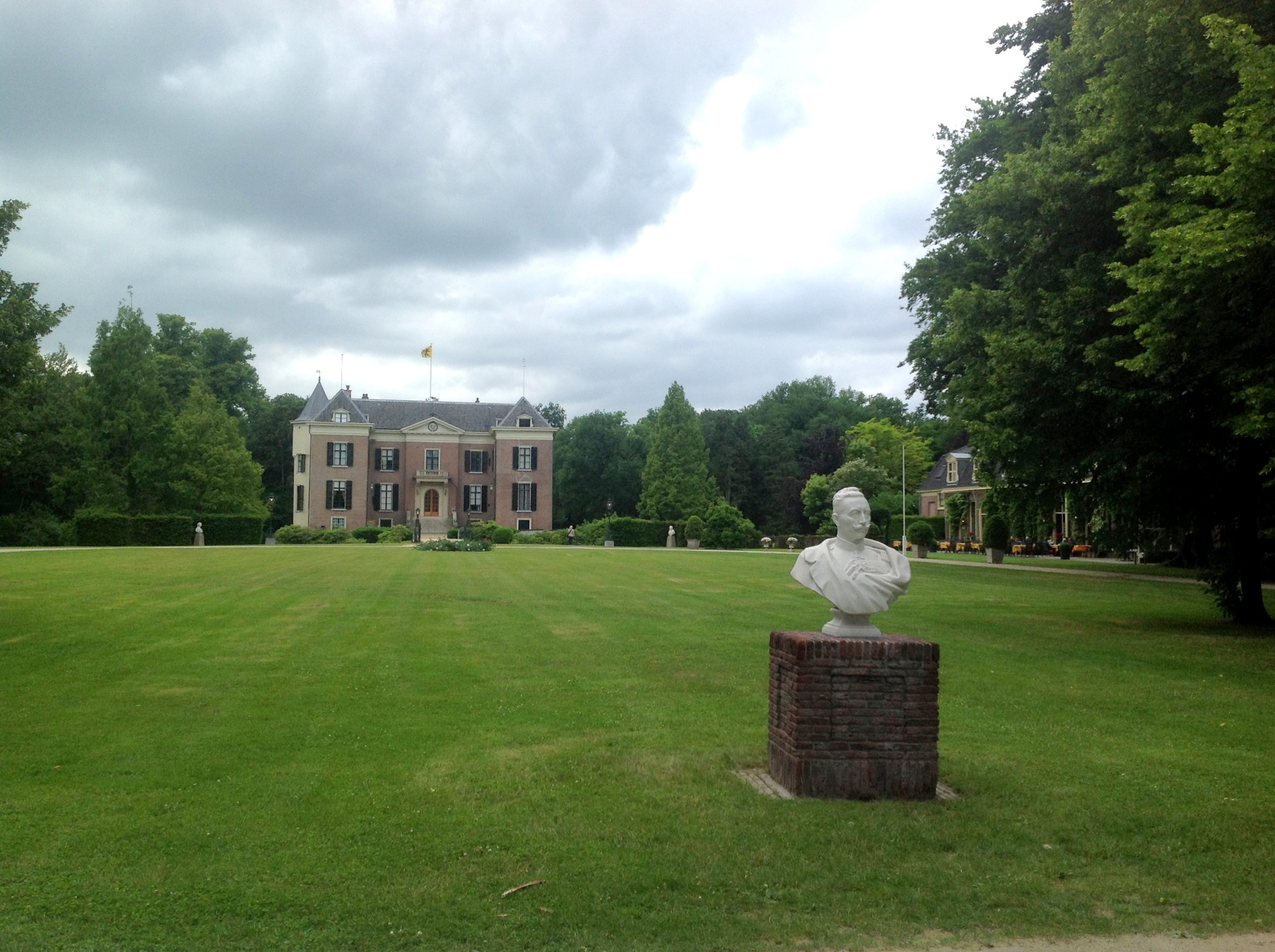
Büste des letzten preußischen Königs (und Deutschen Kaisers), Wilhelm II., vor seinem letzten Wohnort: Huis Doorn in den Niederlanden

Im November 1918 war die Unzufriedenheit mit Kaiser und König Wilhelm II. so weit angestiegen, dass sogar politische Parteien seinen Rücktritt verlangten. Am 9. November drängte Reichskanzler Prinz Max von Baden auf eine Abdankung, um eine gewaltsame Revolution zu verhindern. Wilhelm befand sich im Hauptquartier im besetzten Belgien und kommunizierte mit dem Kanzler telegrafisch. Er antwortete mit der Überlegung, als Kaiser zurückzutreten, aber König zu bleiben. Diese Ämtertrennung wäre allerdings höchstens nach einer Verfassungsänderung möglich gewesen.
Der Reichskanzler gab wider besseres Wissen, illegitim und ohne kaiserlichen Auftrag die Abdankung des Kaisers und Königs bekannt, die er einer revolutionsbedingten Absetzung durch das Volk vorzog. Sein eigenes Amt wollte er dem SPD-Führer Friedrich Ebert übertragen, was ebenfalls nicht verfassungsgemäß war – es entsprach aber gewiss der politischen Realität, welche durch das Ebert-Groener-Bündnis am 10. November 1918 bestätigt wurde. Prinz Max verweigerte sich dabei der Idee, als Reichsverweser bzw. Regent die Befugnisse des Kaisers bzw. Königs auszuüben. Die Ämter blieben damit unbesetzt. Spätestens die preußische Verfassung vom 30. November 1920 erklärte Preußen zur Republik. Bestimmte Befugnisse des früheren Königs überwies sie großteils an die Regierung.

## Personalunionen
Der König war seit 1707 in Personalunion Fürst von Neuenburg, einem Gebiet, das in der Schweiz lag. Das Fürstentum war nicht in den preußischen Staat integriert, sondern genoss weitgehende Selbständigkeit. Im Jahr 1848 führte ein Aufstand zu einer republikanischen Verfassung. Nach längeren Auseinandersetzungen musste der König 1857 im Vertrag von Paris zu Gunsten der Schweiz auf seine Neuenburger Souveränitätsrechte verzichten, durfte den Fürstentitel aber weiterhin führen.
Nach dem Deutsch-Dänischen Krieg hatten Österreich und Preußen am 30. Oktober 1864 die Herzogtümer Schleswig, Holstein und Lauenburg erhalten. Sie regierten es als österreichisch-preußisches Kondominium (1864–1866). Durch den Gasteiner Vertrag von 1865 erhielt Preußen das alleinige Recht auf Lauenburg. Der preußische König wurde lauenburgischer Herzog. 1876 gliederte man Lauenburg in die preußische Provinz-Schleswig-Holstein ein.
Infolge des Deutschen Krieges gingen durch preußische Annexionen 1866 mehrere gegnerische Staaten in Preußen auf. Zeitweilig gab es den Plan, sie mit eigenen Verfassungen und Verwaltungen unter dem preußischen König bestehen zu lassen. Der preußische Landtag verweigerte sich dem allerdings, weil dann sein eigener Einfluss beschränkt worden wäre. Daher führte z. B. die Annexion des Königreichs Hannover im Titel des Königs von Preußen nicht zur Erweiterung „König von Hannover“.

## Liste der preußischen Könige
Die folgende Liste führt alle Könige in Preußen (1701–1772) und Könige von Preußen (1772–1918) auf. Sie stammen sämtlich aus dem Adelsgeschlecht der Hohenzollern.
| Name                                   | Bild | Geburtstag         | Thronbesteigung   | Todestag          | Bemerkungen |
| -------------------------------------- | ---- | ------------------ | ----------------- | ----------------- | --- |
| Friedrich I.                           |      | 11. Juli 1657      | 18. Januar 1701   | 25. Februar 1713  | ab dem 9. Mai 1688 als Friedrich III. Kurfürst von Brandenburg, ab dem 18. Januar 1701 als Friedrich I. König in Preußen                                                |
| Friedrich Wilhelm I. der Soldatenkönig |      | 14. August 1688    | 25. Februar 1713  | 31. Mai 1740      | König in Preußen |
| Friedrich II. der Große                |      | 24. Januar 1712    | 31. Mai 1740      | 17. August 1786   | anfangs König in Preußen, infolge der Annexion Polnisch-Preußens ab dem 5. August 1772 König von Preußen                                                                |
| Friedrich Wilhelm II.                  |      | 25. September 1744 | 17. August 1786   | 16. November 1797 | König von Preußen |
| Friedrich Wilhelm III.                 |      | 3. August 1770     | 16. November 1797 | 7. Juni 1840      | König von Preußen |
| Friedrich Wilhelm IV.                  |      | 15. Oktober 1795   | 7. Juni 1840      | 2. Januar 1861    | König von Preußen |
| Wilhelm I.                             |      | 22. März 1797      | 2. Januar 1861    | 9. März 1888      | ab dem 7. Oktober 1858 Regent, ab dem 2. Januar 1861 König von Preußen, ab dem 1. Juli 1867 Präsident des Norddeutschen Bundes, ab dem 18. Januar 1871 Deutscher Kaiser |
| Friedrich III.                         |      | 18. Oktober 1831   | 9. März 1888      | 15. Juni 1888     | König von Preußen, Deutscher Kaiser |
| Wilhelm II.                            |      | 27. Januar 1859    | 15. Juni 1888     | 4. Juni 1941      | König von Preußen, Deutscher Kaiser, ab dem 9. November 1918 im niederländischen Exil                                                                                   |